# Gruppi di Combattimento
I Gruppi di Combattimento furono unità militari dell'Esercito Cobelligerante Italiano attive, al fianco degli Alleati, durante la seconda guerra mondiale, nella campagna d'Italia e nella guerra di liberazione italiana. Nacquero dalla riorganizzazione del Regio Esercito seguita all'armistizio di Cassibile.
Creati il 23 luglio 1944 su autorizzazione allo Stato Maggiore generale da parte delle forze armate alleate, erano costituiti per lo più da soldati provenienti da varie Divisioni dell'Esercito Regio (ma anche da partigiani e da volontari) equipaggiati, armati e addestrati dall'esercito britannico.
Inizialmente formati a partire dalle Divisioni "Cremona" e "Friuli" - ognuna delle quali era composta da circa 10.000 uomini ordinati su due reggimenti di fanteria, uno di artiglieria e unità minori - dopo poche settimane si aggiunsero i gruppi "Folgore", "Piceno", "Legnano" e "Mantova".

## Storia
Subito dopo l'annuncio dell'8 settembre dell'armistizio di Cassibile nell'Italia Meridionale e in Sardegna erano presenti 7 divisioni di fanteria del Regio Esercito, oltre a 8 divisioni costiere e al corpo d'armata d'occupazione della Corsica. Inizialmente queste divisioni furono disarmate dagli Alleati, e solo il 1º Raggruppamento Motorizzato fu utilizzato in combattimento. Intanto venivano costituite unità "ausiliarie" per il supporto logistico e i lavori campali, che furono inquadrate a fine dicembre 1943 nell'"Ispettorato della Manovalanza", successivamente dal 1º luglio 1944 "Ispettorato delle Truppe Ausiliarie". Il 22 marzo 1944 il Raggruppamento Motorizzato veniva trasformato in Corpo Italiano di Liberazione (CIL), con gli organici di una divisione rinforzata.
La campagna d'Italia entrò in crisi nella prima metà del 1944, in quanto fu confermato, subito dopo la presa di Roma, che per la fine dell'estate avrebbero dovuto essere ritirati il CEF e il VI Corpo USA (per un totale di sette divisioni) per essere utilizzati per l'operazione Anvil/Dragoon. Questo indeboliva sensibilmente le forze alleate, in un momento in cui ancora non era stata raggiunta la linea Gotica e quindi non si era ancora a conoscenza dell'effettiva capacità tedesca di resistere sull'Appennino. A questi dubbi si aggiungeva la volontà britannica, spinta dalle esortazioni di Churchill che, attraverso la campagna d'Italia, voleva raggiungere Lubiana e Vienna prima delle truppe sovietiche, di effettuare quanto prima lo sfondamento della linea Gotica. Considerando che era possibile a quel punto una crisi nelle linee alleate per mancanza di forze, venne studiata la possibilità di utilizzare le truppe del Regio Esercito, fino a quel momento concentrate nel CIL, in grandi unità che permettessero una maggiore flessibilità di impiego. La prima proposta di costituzione avvenne il 2 luglio 1944 in un colloquio fra il generale Paolo Berardi (Capo di Stato Maggiore del Regio Esercito) e il generale Browning (capo della Allied Control Commission) per due gruppi di combattimento, portati a sei alla fine del mese.
I Gruppi di combattimento avrebbero dovuto avere equipaggiamento britannico, dato che gran parte dell'equipaggiamento del Regio Esercito che era stato salvato al sud era stato trasferito ai partigiani jugoslavi, mentre le divisioni che avevano respinto i tedeschi dalla Corsica erano state costrette a lasciare il loro equipaggiamento alle forze francesi.
L'entrata in linea dei gruppi era prevista appena superata la fase di addestramento, quindi entro la fine ottobre 1944 ("Friuli"), entro la prima metà di novembre ("Cremona"), entro la prima metà di dicembre ("Legnano" e "Folgore") ed entro la prima metà di gennaio ("Mantova" e "Piceno"); in realtà i tempi furono sensibilmente più lunghi, tanto che i primi gruppi entrarono in linea solo nel gennaio 1945, il "Mantova" rimase in riserva all'VIII armata britannica e il "Piceno" fu trasformato in unità di addestramento.

## Organico

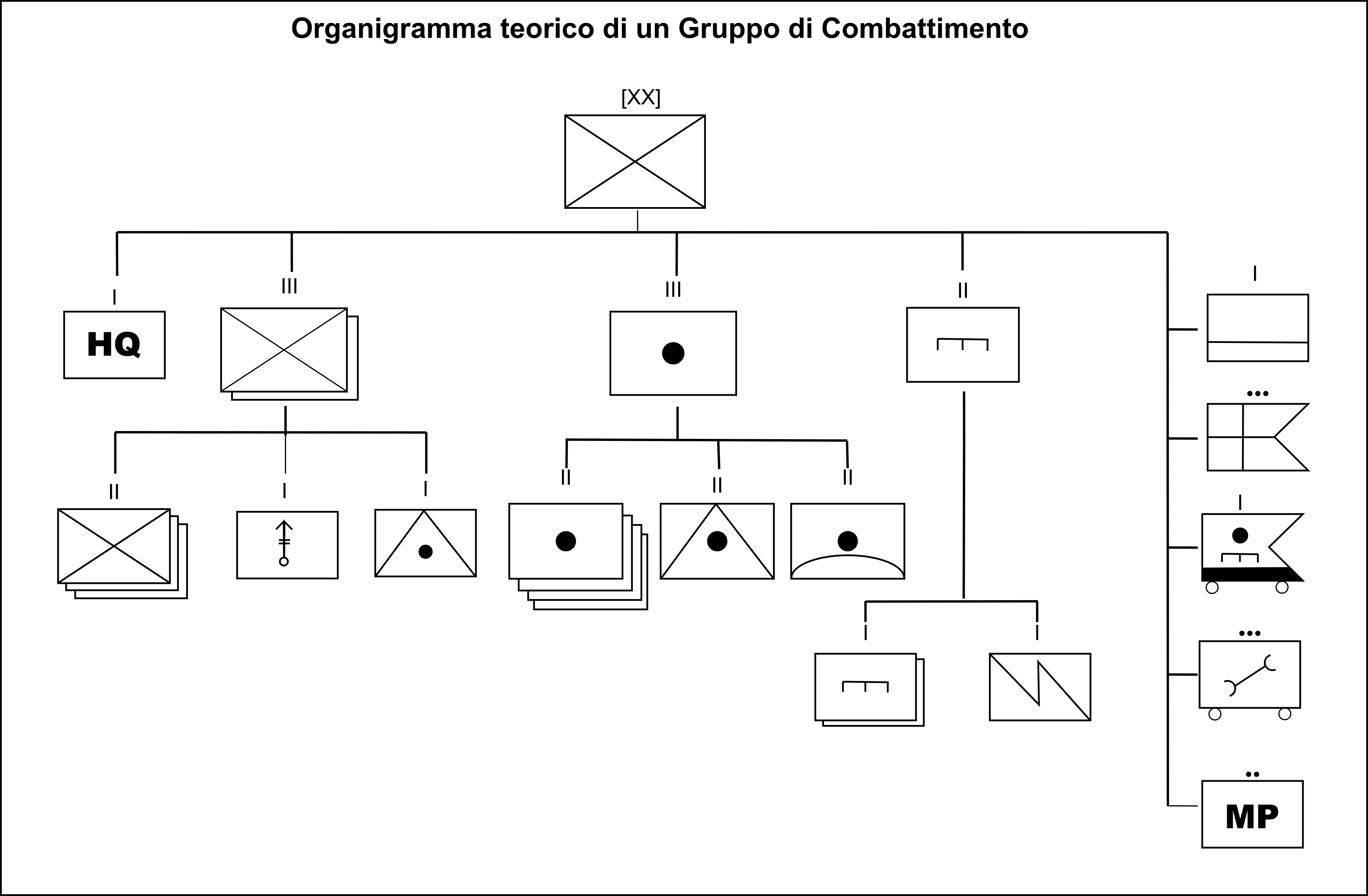
Organigramma teorico dei Gruppi di Combattimento, come previsto nel luglio 1944

Nel settembre 1944 l'Ufficio ordinamento e mobilitazione dello Stato maggiore del Regio esercito pubblicò le tabelle organiche relative al Gruppo di combattimento, che era ordinato nel seguente modo:
- Comando di Gruppo (quartier generale, 2 sezioni miste Carabinieri reali, nucleo inglese di collegamento, officina media)
- 2 reggimenti di fanteria, ognuno su:
  - Compagnia comando di reggimento (plotone comando, plotone servizi, autocarreggio)
  - Compagnia mortai da 76 (2 plotoni mortai; totale: 8 mortai da 76)
  - Compagnia cannoni controcarri da 57/50 (plotone comando, 4 plotoni cannoni; totale: 12 pezzi da 57/50)
  - 3 battaglioni di fanteria, ognuno su:
    - Compagnia comando di battaglione (plotone comando, plotone collegamenti, plotone esploratori-guastatori)
    - 3 compagnie fucilieri (ognuna su plotone comando, 3 plotoni fucilieri; totale: 3 mortai da 50)
    - Compagnia armi di accompagnamento (plotone comando, plotone pionieri, plotone carrette cingolate, plotone mortai, plotone cannoni; totale: 4 mortai da 76, 14 mortai da 50, 2 pezzi da 57/50)

  - Officina leggera
- Reggimento di artiglieria
  - Reparto comando di reggimento (sezione comando, autocarreggio)
  - 4 gruppi cannoni da 88/27 (ognuno su 2 batterie cannoni; totale: 8 pezzi da 88/27)
  - Gruppo controcarri da 76/55 (2 batterie controcarri; totale: 8 pezzi da 76/55)
  - Gruppo controaerei leggeri da 40/56 (2 batterie controaerei; totale: 12 pezzi da 40/56)
  - 2 officine leggere
- Battaglione misto genio (2 mortai da 50)
  - 2 compagnie artieri (ognuna su plotone operai, 2 plotoni artieri, plotone artieri d'arresto)
  - compagnia teleradio (plotone teleradio per comando gruppo, 2 plotoni teleradio per reggimento fanteria, plotone teleradio per reggimento artiglieria)
  - 2 officine leggere
- Sezione sanità (2 reparti autocarreggiati, reparto portaferiti, plotone disinfezione e difesa antimalarica)
- 2 ospedali da campo
- Compagnia trasporti e rifornimenti (3 plotoni trasporti, 3 nuclei autieri di riserva, 2 plotoni misti)
- Deposito mobile materiali di artiglieria e genio

Come si vede i gruppi di combattimento erano strutturati come divisioni di fanteria binarie (cioè su due reggimenti di fanteria e uno di artiglieria), come quelle con cui l'Italia aveva combattuto nella prima parte della guerra ma, rispetto alla divisione Pariani, avevano un quantitativo di armi di appoggio superiore sia numericamente sia qualitativamente. Tuttavia, di fronte a queste situazioni sulla carta, i Gruppi ebbero spesso un organico ridotto, soprattutto nella componente di artiglieria campale (su due/tre Gruppi anziché i quattro previsti), e neppure questo organico fu sempre raggiunto.
Le tabelle organiche del Gruppo di Combattimento assommavano quindi a un totale di 432 ufficiali italiani e 7 ufficiali britannici, 8.758 sottufficiali e truppa, 2.513 mitra Thompson, 502 fucili mitragliatori Bren, 201 lanciabombe controcarro PIAT, 40 mortai Ordnance ML 3-inch, 140 mortai leggeri da 50 mm, 36 cannoni controcarro da 57/50 e 8 da 76/55, 32 obici-cannoni da 88/27 mm e 12 cannoni contraerei da 40/56. L'equipaggiamento quindi era britannico e così le uniformi, che tuttavia conservavano mostrine, stellette militari e distintivi di grado del Regio Esercito e portavano una fascetta tricolore sulla manica sinistra.
Volutamente i Gruppi di Combattimento erano privi di una componente corazzata, tuttavia in alcune occasioni furono appoggiati da componenti corazzate britanniche.

## Il reclutamento
Il reclutamento nei gruppi di combattimento fu effettuato principalmente tra il personale delle Forze Armate (Regio Esercito e Regia Marina) inquadrato nelle unità rimaste organizzate dopo l'8 settembre o da personale sbandato proveniente dai centri di raccolta. Questo comportò problemi non indifferenti sia dal punto di vista organizzativo sia addestrativo, dovendo riunire personale già con esperienza in combattimento ("Cremona", "Friuli"), a volte anche considerevole (gli elementi già del Corpo Italiano di Liberazione confluiti dei gruppi Legnano e Folgore), con personale proveniente da unità mai prima impegnate in azione o addirittura del tutto privo di addestramento al combattimento terrestre (come larga parte del personale di marina del gruppo Folgore). Consistente fu anche l'afflusso di personale volontario o proveniente da unità partigiane.
Tra le unità partigiane, l'unico inserimento organico a livello ufficiale nei gruppi di combattimento fu quello della "Brigata Gordini" (XXVIII Brigata Garibaldi) nel gruppo "Cremona" a partire dal 19 febbraio fino al 19 maggio 1945, ma non mancarono aggregazioni "non ufficiali" di altre formazioni, quali gli elementi della "Brigata Bianconcini" (XXVI Brigata Garibaldi) inquadrati nella Prima compagnia partigiani Folgore Alessandro Bianconcini del "Reggimento Nembo", parte del gruppo di combattimento "Folgore".
Numerosi altri ex-partigiani (molti dei quali militari del regio esercito) erano già affluiti nelle file del Corpo Italiano di Liberazione (quali i circa 2.000 volontari e partigiani dell'Italia centrale, che in parte confluirono nel Battaglione alpini "Abruzzi", poi "L'Aquila", successivamente inquadrato nel gruppo di combattimento "Legnano") o gli oltre 1.000 partigiani toscani ed emiliani delle divisioni partigiane Garibaldi "Arno" e "Modena" che confluirono nel Regio Esercito nella primavera del 1945, praticamente a guerra finita.
Altri volontari affluirono costantemente nei gruppi di combattimento; in particolare nel "Cremona" fra l'11 e il 20 ottobre 1944 arrivarono 144 volontari (insieme con elementi richiamati dal distretto militare di Frosinone), altri 180 giunsero il 24 gennaio 1945. L'amalgama fra i volontari, gli ex-partigiani e il personale dei gruppi inquadrato in precedenza non fu sempre facile, tuttavia qualche diffidenza iniziale fu superata dopo l'inserimento nei gruppi in linea.

## Operatività

### Gruppo di Combattimento "Cremona"
Costituito il 25 settembre 1944 ad Altavilla Irpina a partire dalla 44ª Divisione di Fanteria "Cremona", che al momento dell'Armistizio si trovava di stanza in Corsica.
Entrò in linea nel gennaio 1945, con organici ancora incompleti, alle dipendenze del I Corpo d'armata canadese, che fornì alcune unità d'artiglieria di supporto. Schierato tra la ferrovia Ravenna-Alfonsine e il mare, fin dai primi giorni il gruppo fu sottoposto a numerosi attacchi di disturbo da parte delle forze tedesche.
Passato a fine febbraio alle dipendenze del V Corpo d'armata britannico, inquadrando i partigiani della 28ª Brigata Garibaldi "Mario Gordini" comandata da Bulow (Arrigo Boldrini che all'epoca dell'armistizio era ufficiale del 120º Fanteria Emilia), unica unità partigiana aggregata organicamente ai Gruppi di Combattimento, il "Cremona" partecipò alla sua prima operazione offensiva il 2 marzo con due battaglioni di fanteria supportati da carri pesanti Churchill britannici, con l'obiettivo di sbloccare il Passo del Primaro. Inizialmente respinto dalla difesa avversaria, sostenuta da estesi campi minati, il "Cremona" ritentò l'assalto il giorno successivo, con pieno successo.
Tra il 10 e il 13 aprile il Gruppo prese parte all'operazione Sonia, ruppe la linea difensiva tedesca sul fiume Senio e avanzò per liberare Fusignano e Alfonsine, superando il Santerno.
Schierato tra la 56ª Divisione fanteria britannica e la 28ª Brigata "Mario Gordini", il "Cremona" riprese l'avanzata superando il Po con mezzi di fortuna (aiutato dalla popolazione civile di Massa Fiscaglia) raggiungendo Ariano Polesine il 23 aprile e conquistandola il giorno successivo dopo aspri combattimenti. Liberata Adria e forzato il ponte di Cavarzere, l'avanzata proseguì verso Chioggia, Mestre e Venezia.
Il 29 aprile alcune avanguardie motorizzate del reparto raggiunsero Dolo, Mira, Mestre e le porte di Venezia, che però venne raggiunta per prima dai NP (Nuotatori Paracadutisti) del Reggimento San Marco che alle ore 8:00 del 28 aprile erano già sbarcati a Chioggia acclamati dalla popolazione; il 30 gli incursori arrivano a Venezia seguiti poi dal Cremona.
Alla fine della campagna si contarono 208 uccisi e oltre 400 feriti. I caduti dell'offensiva sul Senio e sul Santerno riposano nel cimitero militare di Camerlona (7 km ad nord-ovest di Ravenna), uno dei pochi cimiteri ufficiali delle Forze Armate italiane impegnate nel conflitto. Il capitano Luigi Giorgi, caduto a Ferrara, è l'unico combattente a essere stato insignito di due Medaglie d'oro al Valor Militare nel corso della 2ª Guerra Mondiale, oltre che della Silver Star statunitense.
Tra il 28 aprile e la metà di giugno del 1945 elementi del "Cremona" e delle formazioni partigiane in esso inquadrate risultarono coinvolti nel cosiddetto Eccidio di Codevigo, nel padovano.
La composizione dell'unità era la seguente:
- Gruppo di Combattimento "Cremona" (Gen. Clemente Primieri)
  - 21º Reggimento Fanteria "Cremona", su:
    - I Battaglione Fanteria
    - II Battaglione Fanteria
    - III Battaglione Fanteria
    - Compagnia Mortai da 76
    - Compagnia Cannoni Controcarro da 57/50

  - 22º Reggimento Fanteria "Cremona", su:
    - I Battaglione Fanteria
    - II Battaglione Fanteria
    - III Battaglione Fanteria
    - Compagnia Mortai da 76
    - Compagnia Cannoni Controcarro da 57/50

  - 7º Reggimento Artiglieria da Campagna "Cremona", su:
    - I Gruppo Cannoni Obici Campali da 88/27
    - II Gruppo Cannoni Obici Campali da 88/27
    - III Gruppo Cannoni Obici Campali da 88/27
    - IV Gruppo Cannoni Obici Campali da 88/27
    - V Gruppo Cannoni Controcarro da 76/55
    - VI Gruppo Controaereo da 40/56

  - CXLIV Battaglione Misto Genio, su:
    - 2 compagnie genio artieri
    - 1 compagnia genio collegamenti

  - Servizi Divisionali

### Gruppo di Combattimento "Friuli"

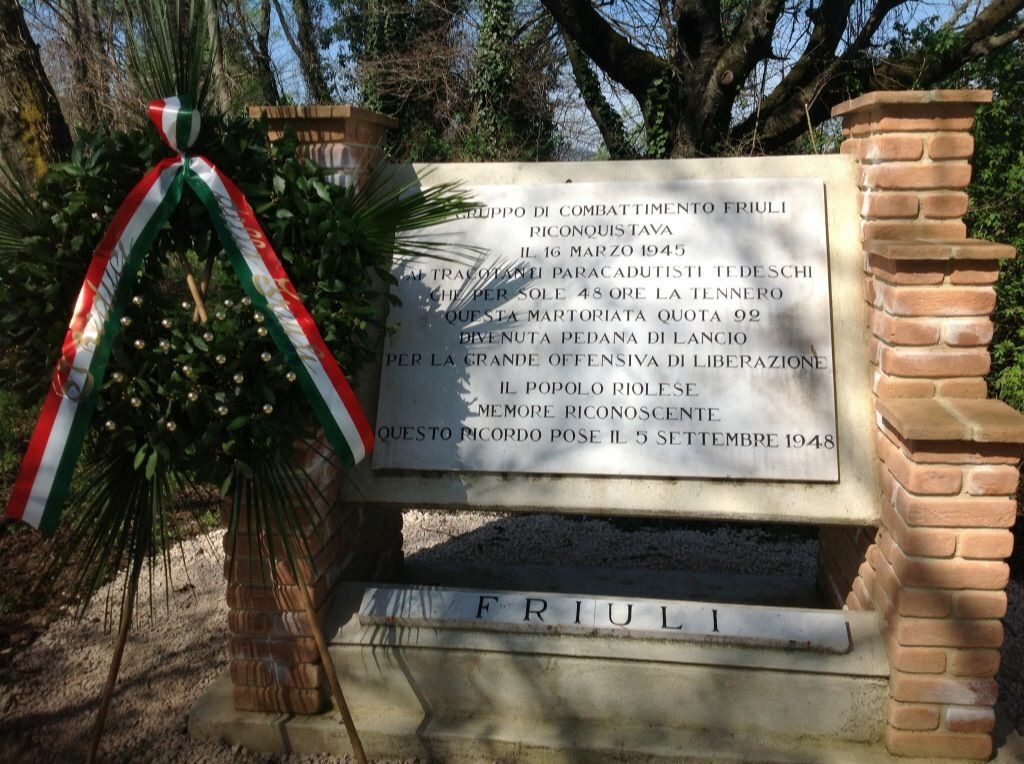
Targa posta dal popolo riolese nel 1948 a ricordo della conquista di Quota 92

Costituito il 20 settembre 1944 a San Giorgio del Sannio a partire dalla 20ª Divisione fanteria "Friuli", che al momento dell'armistizio si trovava di stanza in Corsica dove, unitamente ad altre unità italiane, sostenne con successo duri scontri con unità tedesche (16. SS-Panzergrenadier-Division "Reichsführer-SS", 90. Panzergrenadier-Division) cacciandole dall'isola. Successivamente la "Friuli" venne trasferita in Sardegna.
Entrò in linea l'8 febbraio 1945 presso Zattaglia (Appennino faentino), in sostituzione della 5ª Divisione di fanteria polacca "Kresowa", con compiti difensivi. Il Gruppo di Combattimento "Friuli" respinse un attacco tedesco il 12 febbraio, e nei giorni immediatamente successivi occupò monte Mauro, un'altura da cui si domina la vallata del Senio, riconquistata dai tedeschi il 14 marzo e ripresa dal "Friuli" il 16 marzo. L'11 aprile 1945, dopo un tentativo fallito il giorno precedente, occupò Riolo dei Bagni (oggi Riolo Terme) e la frazione Rivola, forzò il Senio e costituì sulla sponda sinistra (ovvero in territorio nemico) una testa di ponte. Proseguendo l'avanzata in direzione ovest parallelamente alla Via Emilia - a copertura del fianco sinistro delle truppe polacche che liberavano Imola - il Gruppo oltrepassò il Sillaro il 16 aprile e, dopo una dura battaglia contro i tedeschi tra il 18 e il 19 aprile, occupò l'altura di Casalecchio dei Conti, nel comune di Castel San Pietro Terme. Superati poi l'Idice e il Savena, la mattina del 21 aprile entrò con altre unità Alleate a Bologna.
Alla fine della campagna il tributo di sangue del "Friuli" ammontò a 242 caduti, 657 feriti e 61 dispersi.. A Zattaglia (10 km da Riolo Terme) si trova il sacrario in onore dei 242 caduti. Essi vengono ricordati e onorati ogni anno nella domenica che precede il 25 aprile, anniversario della Liberazione.
La composizione dell'unità era la seguente:
- Gruppo di Combattimento "Friuli" (Gen. Arturo Scattini)
  - 87º Reggimento fanteria "Friuli", su:
    - I Battaglione Fanteria
    - II Battaglione Fanteria
    - III Battaglione Fanteria
    - Compagnia Mortai da 76
    - Compagnia Cannoni Controcarro da 57/50

  - 88º Reggimento fanteria "Friuli", su:
    - I Battaglione Fanteria
    - II Battaglione Fanteria
    - III Battaglione Fanteria
    - Compagnia Mortai da 76
    - Compagnia Cannoni Controcarro da 57/50

  - 35° Reggimento artiglieria da campagna "Friuli", su:
    - I Gruppo Cannoni Obici Campali da 88/27
    - II Gruppo Cannoni Obici Campali da 88/27
    - III Gruppo Cannoni Obici Campali da 88/27
    - IV Gruppo Cannoni Obici Campali da 88/27
    - V Gruppo Cannoni Controcarro da 76/55
    - VI Gruppo Contraereo da 40/56

  - CXX Battaglione Misto Genio, su:
    - 2 compagnie genio artieri
    - 1 compagnia genio collegamenti

  - Servizi Divisionali

### Gruppo di Combattimento "Folgore"

Il generale Giorgio Morigi, comandante della "Folgore" (febbraio 1945).

Costituito il 24 settembre 1944 a San Potito Sannitico a partire dalla II Brigata del Corpo Italiano di Liberazione (CIL), che inquadrava il 183º Reggimento paracadutisti "Nembo" già della Divisione "Nembo" (che al momento dell'Armistizio si trovava in Sardegna) e dal Reggimento Marina "San Marco", che era stato ricostituito dopo l'Armistizio nella Puglia con personale di provenienza varia della Regia Marina.

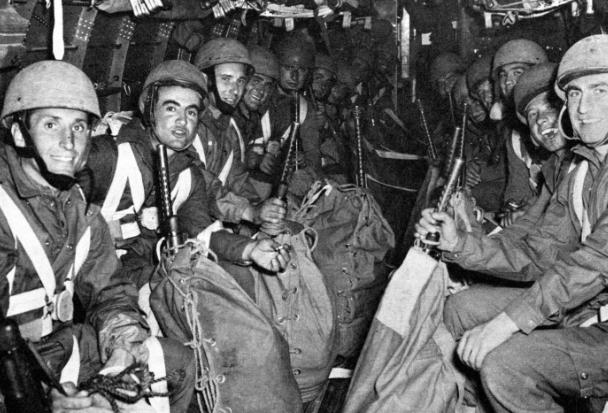
Parà della centuria Nembo nel 1945 durante l'operazione Herring

L'unità entrò in linea solo il 1º marzo 1945 nella zona tra il Senio e il Santerno, schierato alla sinistra del Gruppo di Combattimento "Friuli" in sostituzione della 6ª divisione corazzata britannica..
La zona costituiva la cerniera tra la zona appenninica e la Val Padana e si presentava molto accidentata, il che rendeva difficile l'osservazione e il movimento. Dopo una fase iniziale difensiva caratterizzata solo da attività di pattugliamento e scontri limitati, il "Folgore" prese parte come gli altri Gruppi di Combattimento all'offensiva incominciata il 10 aprile 1945. Superati i campi minati che ostruivano il transito sulle poche rotabili disponibili nell'area di operazioni, il Gruppo agganciò le retroguardie tedesche nella zona di Tossignano, occupata il giorno successivo. L'avanzata proseguì verso la Via Emilia, per proseguire verso Bologna tra la 10ª Divisione indiana a sud e il "Friuli" a nord, occupando il 19 aprile 1945 Grizzano dopo aspri combattimenti contro unità di paracadutisti tedeschi (in cui perse la vita, fra gli altri, Carlo Reddi, poi insignito con medaglia d'oro al valor militare).. Il giorno successivo la "Centuria Paracadutisti Nembo", un reparto distaccato formato da personale volontario dal III Battaglione "Nembo", prese parte assieme al 1º Squadrone da ricognizione "Folgore" all'operazione Herring, l'ultima operazione aviotrasportata della Seconda guerra mondiale. Le perdite subite dal Gruppo di Combattimento in questi due mesi di operazioni ammontarono a 164 caduti, 244 feriti e 13 dispersi.
La composizione dell'unità era la seguente:
- Gruppo di Combattimento "Folgore" (Gen. Giorgio Morigi)
  - Reggimento Fanteria Paracadutisti "Nembo", su:
    - I Battaglione Fanteria Paracadutisti[37]
    - II Battaglione Fanteria Paracadutisti[38]
    - III Battaglione Fanteria Paracadutisti[39]
    - Compagnia Mortai Paracadutisti da 76
    - Compagnia Cannoni Controcarro Paracadutisti da 57/50

  - Reggimento Marina "San Marco", su:
    - I Battaglione "Bafile"
    - II Battaglione "Grado"
    - III Battaglione "Caorle"
    - Compagnia Mortai da 76
    - Compagnia Cannoni Controcarro da 57/50

  - Reggimento Artiglieria Paracadutisti "Folgore", su:
    - I Gruppo Cannoni Obici Campali da 88/27
    - II Gruppo Cannoni Obici Campali da 88/27
    - III Gruppo Cannoni Obici Campali da 88/27
    - IV Gruppo Cannoni Obici Campali da 88/27
    - V Gruppo Cannoni Controcarro da 76/55
    - VI Gruppo Contraereo da 40/56

  - CLXXXIV Battaglione Misto Genio, su:
    - 2 compagnie genio artieri
    - 1 compagnia genio collegamenti

  - Servizi Divisionali

### Gruppo di Combattimento "Legnano"
Costituito il 24 settembre 1944 ad Airola a partire dalla I Brigata del Corpo Italiano di Liberazione, che inquadrava il 68º Reggimento fanteria "Palermo" già del I Raggruppamento Motorizzato già della 58ª Divisione fanteria "Legnano" (che al momento dell'Armistizio si trovava nella Puglia) e del "Reggimento di Fanteria Speciale" (formato da unità di formazione di Alpini e Bersaglieri).
Entrò in linea alle dipendenze del IV Corpo d'armata statunitense il 23 marzo 1945 nella valle dell'Idice, a sud di Bologna, dominata dalle posizioni tedesche tra Poggio Scanno e Monte Armato. Dopo un primo colpo di mano effettuato dal IX Reparto d'assalto il 10 aprile verso Monte Gradizzo, il "Legnano" si unì all'offensiva a partire dal 16 aprile, conquistando alcuni capisaldi all'interno della zona difensiva tedesca. Lo scontro di maggior rilievo si ebbe il 20 aprile, con il forzamento della posizione di Poggio Scanno che aprì la strada per Bologna, raggiunta il 21 aprile. L'avanzata del "Legnano" proseguì con una colonna di formazione raggiungendo Brescia (29 aprile), Bergamo (30 aprile) e la Val Sabbia (2 maggio), mentre i reparti Alpini del Gruppo di combattimento entravano a Torino. Nei quaranta giorni del ciclo operativo il "Legnano" ebbe 55 caduti e 279 feriti.
La composizione dell'unità era la seguente:
- Gruppo di Combattimento "Legnano" (Gen. Umberto Utili)
  - 68º Reggimento Fanteria "Palermo", su:
    - I Battaglione Fanteria
    - II Battaglione Fanteria
    - IX Reparto d'assalto "Col Moschin"
    - Compagnia Mortai da 76
    - Compagnia Cannoni Controcarro da 57/50

  - Reggimento Fanteria Speciale, su:
    - Battaglione Bersaglieri "Goito"[41]
    - Battaglione Alpini "Piemonte"[42]
    - Battaglione Alpini "Abruzzi"[43]
    - Compagnia Mortai da 76
    - Compagnia Cannoni Controcarro da 57/50

  - 11º Reggimento Artiglieria "Mantova", su:
    - I Gruppo Cannoni Obici Campali da 88/27
    - II Gruppo Cannoni Obici Campali da 88/27
    - III Gruppo Cannoni Obici Campali da 88/27
    - IV Gruppo Cannoni Obici Campali da 88/27
    - V Gruppo Cannoni Controcarro da 76/55
    - VI Gruppo Contraereo da 40/56

  - LI Battaglione Misto Genio, su:
    - 2 compagnie genio artieri
    - 1 compagnia genio collegamenti

  - Servizi Divisionali

### Gruppo di Combattimento "Mantova"
Costituito nell'autunno 1944 in Calabria a partire da elementi della 104ª Divisione fanteria "Mantova" (che al momento dell'Armistizio si trovava suddivisa tra Puglia e Calabria) e della 54ª Divisione fanteria "Napoli" (che al momento dell'Armistizio si trovava in corso di ricostruzione in Calabria).
Non venne impiegato in combattimento a causa della capitolazione dell'esercito tedesco intervenuta prima della sua entrata in linea.
La composizione dell'unità era la seguente:
- Gruppo di Combattimento "Mantova" (Gen. Guido Bologna)
  - 76º Reggimento fanteria "Napoli", su
    - I Battaglione Fanteria
    - II Battaglione Fanteria
    - III Battaglione Fanteria
    - Compagnia Mortai da 76
    - Compagnia Cannoni Controcarro da 57/50

  - 114º Reggimento Fanteria "Mantova", su
    - I Battaglione Fanteria
    - II Battaglione Fanteria
    - III Battaglione Fanteria
    - Compagnia Mortai da 76
    - Compagnia Cannoni Controcarro da 57/50

  - 155º Reggimento Artiglieria "Emilia", su
    - I Gruppo Cannoni Obici Campali da 88/27
    - II Gruppo Cannoni Obici Campali da 88/27
    - III Gruppo Cannoni Obici Campali da 88/27
    - IV Gruppo Cannoni Obici Campali da 88/27
    - V Gruppo Cannoni Controcarro da 76/55
    - VI Gruppo Contraereo da 40/56

  - CIV Battaglione Misto Genio, su
    - 2 compagnie genio artieri
    - 1 compagnia genio collegamenti

  - Servizi Divisionali

### Gruppo di Combattimento "Piceno"
Costituito il 31 ottobre 1944 nelle Puglie a partire dalla 152ª Divisione fanteria "Piceno".
Trasformato in unità addestrativa, non prese parte alle operazioni e venne trasferito nella zona di Cesano di Roma. Il 28 gennaio 1945 assunse la denominazione di Centro di Addestramento Complementi Forze Italiane Combattenti (C.A.C.F.I.C.), diventando l'embrione della "Scuola di Fanteria" di Cesano, della "Scuola d'Artiglieria" di Bracciano e la "Scuola del Genio" di Roma.
La composizione dell'unità era la seguente:
- Gruppo di Combattimento "Piceno" (Gen. Emanuele Beraudo di Pralormo), poi Centro Addestramento Complementi Forze Italiane Combattenti
  - 235º Reggimento fanteria "Piceno", poi 1º Reggimento Addestramento Complementi, su:
    - I Battaglione Fanteria
    - II Battaglione Fanteria
    - III Battaglione Fanteria
    - Compagnia Mortai da 76
    - Compagnia Cannoni Controcarro da 57/50

  - 336º Reggimento Fanteria "Piceno", poi 2º Reggimento Addestramento Complementi di Fanteria, su:
    - I Battaglione Fanteria
    - II Battaglione Fanteria
    - III Battaglione Fanteria
    - Compagnia Mortai da 76
    - Compagnia Cannoni Controcarro da 57/50

  - 152º Reggimento Artiglieria "Piceno", poi Reggimento Addestramento Artiglieria, su:
    - I Gruppo Cannoni Obici Campali da 88/27
    - II Gruppo Cannoni Obici Campali da 88/27
    - III Gruppo Cannoni Obici Campali da 88/27
    - IV Gruppo Cannoni Obici Campali da 88/27
    - V Gruppo Cannoni Controcarro da 76/55
    - VI Gruppo Contraereo da 40/56

  - CLII Battaglione Misto Genio, poi ente addestrativo per genieri, su:
    - 2 compagnie genio artieri
    - 1 compagnia genio collegamenti

  - Servizi Divisionali

## Eredità
Nonostante i molti cambiamenti organizzativi e la drastica riduzione nel numero dei suoi reparti, l'Esercito italiano ha voluto comunque onorare la memoria delle sue unità che presero parte alla Guerra di Liberazione, mantenendone vivi i nomi e le tradizioni.
- Gruppo di combattimento "Cremona": trasformato nella Divisione di Fanteria "Cremona" il 15 ottobre 1945, poi Brigata motorizzata "Cremona" (30 ottobre 1975), disciolta il 15 novembre 1996. Il nome e le tradizioni del reparto sopravvissero nel 7º Reggimento Artiglieria da campagna "Cremona", riconfigurato dal 31 dicembre 1998 nell'attuale 7º Reggimento difesa NBC "Cremona".
- Gruppo di combattimento "Friuli": trasformato nella Divisione fanteria "Friuli" il 15 ottobre 1945, poi Brigata fanteria "Friuli" dal 15 aprile 1960, Brigata motorizzata "Friuli" dal 23 settembre 1975, Brigata aeromobile "Friuli" dal 1º maggio 2000. Dal 15 luglio 2013 al 1º luglio 2019 veniva ricostituita la Divisione "Friuli".
- Gruppo di combattimento "Folgore": trasformato nella Divisione di Fanteria "Folgore" il 15 ottobre 1945, poi Divisione meccanizzata "Folgore" dal 23 ottobre 1975, sciolta il 31 ottobre 1986.  Le tradizioni del reparto vennero affidate al 183º Battaglione fanteria meccanizzata "Nembo" fino al 1991, quando passarono al 183º battaglione paracadutisti "Nembo", elevato a Reggimento il 23 aprile 1993, riunendo le tradizioni del Gruppo di Combattimento a quelle della 185ª Divisione paracadutisti "Folgore".
- Gruppo di combattimento "Legnano": trasformato nella Divisione fanteria "Legnano" il 15 ottobre 1945, poi Brigata meccanizzata "Legnano" dal 1975 e sciolta il 14 settembre 1996 affidando le tradizioni ed il nome dell'unità fino al 31 dicembre 1997 al "Comando Unità di Supporto "Legnano". Dal 13 settembre 2004 il "Legnano" tornava a comparire nei ruoli dell'Esercito Italiano, quale battaglione operativo del 232º Reggimento Trasmissioni.
- Gruppo di combattimento "Mantova": trasformato nella Divisione Fanteria "Mantova" il 15 ottobre 1945, poi Divisione di fanteria da montagna "Mantova" negli anni 1960, Divisione mecanizzata "Mantova" dal 1975 e Brigata meccanizzata "Mantova" dal 1º ottobre 1986, sciolta infine il 30 agosto 1997. Ricostituita come Comando Divisione "Mantova" dal 1º gennaio 2002 al settembre 2006, quando assumeva il nome di Divisione "Friuli", unendo le tradizioni dei due Gruppi di Combattimento.
- Gruppo di combattimento "Piceno": trasformato nel 1º Reggimento Raccolta e Smistamento per gestire il personale di ritorno dai Balcani, venne soppresso il 31 gennaio 1946.  Ricostituito come 235º Battaglione fanteria "Piceno" il 1 gennaio 1976, con funzioni addestrative, entrò a far parte dell'attuale 235º Reggimento addestramento volontari "Piceno" dal 10 febbraio 1994.

## Onorificenze alle Bandiere di Guerra
Gruppo di Combattimento "Cremona"
Gruppo di Combattimento "Friuli"
Gruppo di Combattimento "Folgore"
Gruppo di Combattimento "Legnano"